# Communauté de communes de la Baie de Somme Sud
Die Communauté de communes de la Baie de Somme Sud war ein französischer Gemeindeverband mit der Rechtsform einer Communauté de communes im Département Somme in der Region Hauts-de-France. Sie wurde am 30. Dezember 1997 gegründet und umfasste 13 Gemeinden. Der Verwaltungssitz befand sich im Ort Saint-Valery-sur-Somme.

## Historische Entwicklung
Am 1. Januar 2017 wurde der Gemeindeverband mit der
- Communauté de communes de l’Abbevillois und der
- Communauté de communes de la Région d’Hallencourt

zur neuen Communauté d’agglomération de la Baie de Somme zusammengeschlossen.

## Ehemalige Mitgliedsgemeinden
1. Arrest
2. Boismont
3. Brutelles
4. Cayeux-sur-Mer
5. Estrébœuf
6. Franleu
7. Lanchères
8. Mons-Boubert
9. Pendé
10. Saigneville
11. Saint-Blimont
12. Saint-Valery-sur-Somme
13. Vaudricourt